# Khadgakot
Khadgakot (en népalais : खड्गकोट) est un comité de développement villageois du Népal situé dans le district de Gulmi. Au recensement de 2011, il comptait 3 834 habitants.